# Michail Kričman
Michail Vladimirovič Kričman (in russo Михаил Владимирович Кричман?; Mosca, 17 giugno 1967) è un direttore della fotografia russo, noto per aver lavorato a tutti i film di Andrej Petrovič Zvjagincev.

## Biografia
Ha diretto la fotografia di tutti i lungometraggi del suo compatriota Andrej Zvjagincev a partire dagli esordi de Il ritorno (2003). Nel 2010, ha vinto il Premio Osella per il migliore contributo tecnico alla Mostra del cinema di Venezia col film Silent Souls. Nel 2017, ha vinto un European Film Award per la fotografia di Loveless di Zvjagincev.
Il 28 febbraio 2022, Kričman è stato tra i 115 firmatari di una lettera aperta dei direttori della fotografia russi che condannava l'invasione russa dell'Ucraina.

## Filmografia parziale
- Il ritorno (Vozvraščenie), regia di Andrej Zvjagincev (2003)
- Izgnanie, regia di Andrej Zvjagincev (2007)
- Silent Souls (Ovsjanki), regia di Aleksej Fedorčenko (2010)
- Elena, regia di Andrej Zvjagincev (2011)
- Leviathan (Leviafan), regia di Andrej Zvjagincev (2014)
- Miss Julie, regia di Liv Ullmann (2014)
- Il segreto (The Secret Scripture), regia di Jim Sheridan (2016)
- Loveless (Neljubov'), regia di Andrej Zvjagincev (2017)
- The End, regia di Joshua Oppenheimer (2024)
- Vermiglio, regia di Maura Delpero (2024)

## Riconoscimenti
- European Film Awards
  - 2007 – Candidatura alla miglior fotografia per Izgnanie
  - 2017 – Miglior fotografia per Loveless
- David di Donatello
  - 2025 – Migliore autore della fotografia per Vermiglio
- Mostra internazionale d'arte cinematografica di Venezia
  - 2010 – Premio Osella per il migliore contributo tecnico per Silent Souls